# Pejuang (Medan Satria)
Pejuang is een bestuurslaag in de stadsgemeente Kota Bekasi van de provincie West-Java, Indonesië. Pejuang telt 82.102 inwoners (volkstelling 2010).